# Middletown (Virgínia)
Middletown és una població dels Estats Units a l'estat de Virgínia. Segons el cens del 2000 tenia 1.015 habitants.

## Demografia
Segons el cens del 2000, Middletown tenia 1.015 habitants, 409 habitatges, i 280 famílies. La densitat de població era de 712,5 habitants per km².
Dels 409 habitatges en un 35,5% hi vivien nens de menys de 18 anys, en un 49,1% hi vivien parelles casades, en un 14,2% dones solteres, i en un 31,3% no eren unitats familiars. En el 27,6% dels habitatges hi vivien persones soles el 10% de les quals corresponia a persones de 65 anys o més que vivien soles. El nombre mitjà de persones vivint en cada habitatge era de 2,48 i el nombre mitjà de persones que vivien en cada família era de 2,96.
Per edats la població es repartia de la següent manera: un 26,7% tenia menys de 18 anys, un 8,4% entre 18 i 24, un 32,9% entre 25 i 44, un 20,5% de 45 a 60 i un 11,5% 65 anys o més.
L'edat mediana era de 36 anys. Per cada 100 dones de 18 o més anys hi havia 86 homes.
La renda mediana per habitatge era de 36.538 $ i la renda mediana per família de 42.031 $. Els homes tenien una renda mediana de 30.893 $ mentre que les dones 23.125 $. La renda per capita de la població era de 18.613 $. Entorn del 6,8% de les famílies i el 7,6% de la població estaven per davall del llindar de pobresa.

## Poblacions més properes
El següent diagrama mostra les poblacions més properes.